# Jurriën Timber
Jurriën David Norman Timber (født 17. juni 2001) er en hollandsk professionel fodboldspiller, som spiller for Premier League-klubben Arsenal og Hollands landshold.

## Baggrund
Timber er født i Utrecht til en far fra Curaçao og en mor fra Aruba. Han har fire brødre, hvor af to af dem, hans storebror Dylan Timber og hans tvillingebror Quinten Timber, også er professionelle fodboldspillere.

## Klubkarriere

### Ajax
Timber kom igennem Ajax ungdomsakademi, og gjorde sin debut for Jong Ajax i 2018. Han fik sin debut for førsteholdet den 7. marts 2020. Han blev herefter hurtigt etableret som en fast mand på holdet. 
Han var i 2021-22 en central del af, at Ajax vandt mesterskabet igen, og han blev i sæsonen kåret som årets spiller i Eredivisie.

### Arsenal
Timber skiftede i juli 2023 til Arsenal.

## Landsholdskarriere

### Ungdomslandshold
Timber har repræsenteret Holland på flere ungdomsniveauer. Han var del af Hollands U/17-landshold som vandt U/17-Europamesterskabet i 2018.

### Seniorlandshold
Timber debuterede for Hollands landshold den 2. juni 2021. Han var del af Hollands trup til EM 2020 og VM 2022.

## Titler
Ajax
- Eredivisie: 2 (2020–21, 2021–22)
- KNVB Cup: 1 (2020–21)

Holland U/17
- U/17-Europamesterskabet: 1 (2018)

Individuelle
- Eredivisie Årets spiller: 1 (2021-22)
- Eredivisie Årets unge spiller: 1 (2021-22)
- Ajax Årets unge spiller: 1 (2021-22)